# Air Dikit (plaats)
Air Dikit is een bestuurslaag in het regentschap Muko-Muko van de provincie Bengkulu, Indonesië. Air Dikit telt 1880 inwoners (volkstelling 2010).